# Mix FM São Paulo
Mix FM São Paulo é uma emissora de rádio brasileira concessionada em Diadema, porém sediada em São Paulo, respectivamente cidade e capital do estado homônimo. Opera no dial FM, na frequência 106,3 MHz, sendo a geradora da rede Mix FM. A emissora, bem como sua respectiva rede, pertence ao Grupo Mix de Comunicação e foi inaugurada em 1.º de novembro de 1996.

## História
A emissora surgiu em 1995 operando como Rádio SP-1, e em 1.° de novembro de 1996 passou a adotar o atual nome. Em seus primeiros anos, a Mix FM se localizava no Edifício Gazeta, na Avenida Paulista, e sua torre no bairro Bela Vista. Tinha como segmento o estilo pop rock, que estava em alta na época. Em junho de 1999, a Mix FM anunciou a contratação de Marcelo Braga, que trabalhou em rádios como Transamérica, Jovem Pan e Cidade, para o desenvolvimento de um novo projeto artístico para a emissora, que consistiu em uma mudança de identidade, passando a investir no pop nacional e internacional. Fernando Di Gênio, na época, queria a liderança da emissora a partir do ano 2000.
Posteriormente, a Mix FM apostaria no hip hop, conseguindo uma audiência maior, ficando na liderança das rádios jovens de São Paulo durante sete anos, entre 2006 e 2013. Esse crescimento foi o estopim para a criação da Rede Mix de Rádios em 4 de julho de 2004, contando inicialmente com três afiliadas. Em 2006, a emissora se transferiu para o atual endereço, no prédio da Universidade Paulista, na Rua Vergueiro, no bairro Aclimação. A mudança de sede possibilitou um avanço técnico para a rádio.